# Lancer du poids féminin aux championnats du monde d'athlétisme 2017
Pour un article plus général, voir Championnats du monde d'athlétisme 2017.
Navigation
Pékin 2015 Doha 2019
L'épreuve du lancer du poids féminin des championnats du monde de 2017 se déroule les 8 et 9 août 2017 dans le Stade olympique de Londres, au Royaume-Uni. Elle est remportée par la Chinoise Gong Lijiao.

## Critères de qualification
Pour se qualifier pour les championnats, il faut avoir réalisé 17,75 m ou plus entre le 1er octobre 2016 et le 23 juillet 2017.

## Médaillées
| Or          | Argent       | Bronze          |
| Gong Lijiao | Anita Márton | Michelle Carter |

## Résultats

### Finale
| Rang               | Athlète             | Pays        | Essais  | Essais  | Essais  | Essais  | Essais  | Essais  | Marque  | Notes |
| Rang               | Athlète             | Pays        | 1       | 2       | 3       | 4       | 5       | 6       | Marque  | Notes |
| ------------------ | ------------------- | ----------- | ------- | ------- | ------- | ------- | ------- | ------- | ------- | ----- |
| Médaille d'or      | Gong Lijiao         | Chine       | 19,16 m | 19,35 m | 19,03 m | x       | 19,94 m | 19,89 m | 19,94 m |       |
| Médaille d'argent  | Anita Márton        | Hongrie     | 18,50 m | 18,89 m | 18,65 m | 18,33 m | 18,54 m | 19,49 m | 19,49 m |       |
| Médaille de bronze | Michelle Carter     | États-Unis  | 18,82 m | 18,86 m | 19,14 m | 19,03 m | x       | 18,97 m | 19,14 m |       |
| 4                  | Danniel Thomas-Dodd | Jamaïque    | 18,70 m | x       | 18,76 m | 18,56 m | 18,91 m | 18,76 m | 18,91 m |       |
| 5                  | Gao Yang            | Chine       | 18,03 m | 18,00 m | 17,79 m | 18,22 m | 18,11 m | 18,25 m | 18,25 m |       |
| 6                  | Brittany Crew       | Canada      | 17,52 m | 18,21 m | 17,71 m | x       | x       | x       | 18,21 m |       |
| 7                  | Yuliya Leantsiuk    | Biélorussie | 17,84 m | x       | 18,12 m | x       | x       | 17,51 m | 18,12 m |       |
| 8                  | Yaniuvis López      | Cuba        | 17,28 m | 17,98 m | 18,03 m | x       | 17,46 m | x       | 18,03 m |       |
| 9                  | Geisa Arcanjo       | Brésil      | 17,93 m | x       | 18,03 m |         |         |         | 18,03 m |       |
| 10                 | Raven Saunders      | États-Unis  | x       | 13,75 m | 17,86 m |         |         |         | 17,86 m |       |
| 11                 | Melissa Boekelman   | Pays-Bas    | 17,61 m | 17,73 m | x       |         |         |         | 17,73 m |       |
| 12                 | Bian Ka             | Chine       | 17,60 m | x       | x       |         |         |         | 17,60 m |       |

### Qualification
Qualification : 18,30 m pour se qualifier directement Q ou les 12 meilleures performeuses q se qualifient pour la finale,,.
| Rang | Groupe | Athlète              | Nationalité   | Essais | Essais | Essais | Marque | Notes |
| Rang | Groupe | Athlète              | Nationalité   | 1      | 2      | 3      | Marque | Notes |
| ---- | ------ | -------------------- | ------------- | ------ | ------ | ------ | ------ | ----- |
| 1    | B      | Gong Lijiao          | Chine         | 18.97  | —      | —      | 18.97  | Q     |
| 2    | B      | Michelle Carter      | États-Unis    | 18.92  | —      | —      | 18.92  | Q     |
| 3    | A      | Anita Márton         | Hongrie       | 18.76  | —      | —      | 18.76  | Q     |
| 4    | A      | Raven Saunders       | États-Unis    | 17.94  | 18.63  | —      | 18.63  | Q     |
| 5    | A      | Danniel Thomas-Dodd  | Jamaïque      | x      | 18.42  | —      | 18.42  | Q     |
| 6    | A      | Bian Ka              | Chine         | 17.82  | x      | 18.18  | 18.18  | q, SB |
| 7    | B      | Yuliya Leantsiuk     | Biélorussie   | 17.92  | 18.01  | 17.82  | 18.01  | q     |
| 8    | A      | Brittany Crew        | Canada        | 17.41  | 17.26  | 18.01  | 18.01  | q     |
| 9    | A      | Melissa Boekelman    | Pays-Bas      | 17.55  | 17.19  | 17.88  | 17.88  | q     |
| 10   | A      | Gao Yang             | Chine         | 17.82  | 17.87  | x      | 17.87  | q     |
| 11   | B      | Yaniuvis López       | Cuba          | x      | 17.84  | 17.84  | 17.84  | q     |
| 12   | B      | Geisa Arcanjo        | Brésil        | 17.67  | 17.48  | 17.79  | 17.79  | q     |
| 13   | B      | Sara Gambetta        | Allemagne     | 17.44  | 16.97  | 17.71  | 17.71  |       |
| 14   | A      | Aliona Dubitskaya    | Biélorussie   | x      | x      | 17.68  | 17.68  |       |
| 15   | B      | Natalia Ducó         | Chili         | 17.31  | 17.66  | 17.29  | 17.66  |       |
| 16   | B      | Paulina Guba         | Pologne       | 17.01  | 17.13  | 17.52  | 17.52  |       |
| 17   | A      | Klaudia Kardasz      | Pologne       | 16.24  | 16.34  | 17.52  | 17.52  |       |
| 18   | B      | Daniella Bunch       | États-Unis    | 16.76  | 17.39  | x      | 17.39  |       |
| 19   | B      | Dimitriana Surdu     | Moldavie      | 17.24  | 17.37  | x      | 17.37  |       |
| 20   | B      | Fanny Roos           | Suède         | 16.87  | x      | 17.31  | 17.31  |       |
| 21   | A      | Radoslava Mavrodieva | Bulgarie      | x      | 16.99  | x      | 16.99  |       |
| 22   | A      | Noora Salem Jasim    | Bahreïn       | 16.68  | 16.97  | 16.61  | 16.97  |       |
| 23   | A      | Rachel Wallader      | Royaume-Uni   | 16.73  | 16.81  | 15.83  | 16.81  |       |
| 24   | A      | Jessica Cérival      | France        | 15.80  | 16.56  | 16.32  | 16.56  |       |
| 25   | B      | Taryn Suttie         | Canada        | 16.47  | x      | x      | 16.47  |       |
| 26   | A      | María Belén Toimil   | Espagne       | 16.20  | 16.38  | x      | 16.38  |       |
| 27   | B      | Sandra Lemos         | Colombie      | 16.33  | x      | 16.36  | 16.36  |       |
| 28   | B      | Úrsula Ruiz          | Espagne       | x      | 16.20  | x      | 16.20  |       |
| 29   | B      | Gleneve Grange       | Jamaïque      | x      | 15.96  | x      | 15.96  |       |
| 30   | A      | Jessica Inchude      | Guinée-Bissau | 14.63  | x      | 14.52  | 14.63  |       |
| —    | A      | Auriol Dongmo        | Cameroun      |        |        |        | DNS    |       |

## Légende
Records et Performances
- AR : Record continental (area record)
- CR : Record des championnats (championship record)
- MR : Record du meeting (meet record)
- NR : Record national (national record)
- OR : Record olympique (olympic record)
- PR : Record paralympique (paralympic record)
- PB : Record personnel (personal best)
- SB : Meilleure performance personnelle de la saison (season's best)
- WL : Meilleure performance mondiale de l'année (world leader)
- WJR : Record du monde junior (world junior record)
- WR : Record du monde (world record)

Circonstances et Conditions
- DNF : N'a pas terminé (did not finish)
- DNS : N'a pas pris le départ (did not start)
- DQ : Disqualification (disqualification)
- NM : Aucun essai valable enregistré (No Mark)
- Q : Qualifié « directement » au prochain tour (ou à la prochaine compétition), lors d'une compétition majeure, grâce au classement ou à la réalisation des minima (automatic qualifier)
- q : Qualifié au prochain tour (ou à la prochaine compétition), lors d'une compétition majeure, grâce au repêchage ou à la réalisation de l'une des meilleures performances parmi celles des « non qualifiés directement » (grâce au meilleur temps ou à la meilleure distance par exemple) (secondary qualifier)